# پیمونت بلوز
پیمونت بلوز (انگلیسی: Piedmont blues) (یا بلوز جنوب‌شرقی)، نام سبکی از موسیقی بلوز است که به واسطۀ سبک خاص گیتارنوازی، پیمونت فینگراستایل، شناخته می‌شود. صدای این سبک به استراید پیانو و رگتایم شباهت دارد. پیمونت بلوز به دلیل شباهت ریتم‌های مورد استفاده در آن با رگتایم، از سایر سبک‌های موسیقی بلوز، به ویژه دلتا بلوز، تمییز می‌یابد.